# Yueosaurus
Yueosaurus é um gênero de dinossauro do clado Ornithopoda. Há uma única espécie descrita para o gênero Yueosaurus tiantaiensis. Seus restos fósseis foram encontrados na formação Liangtoutang, província de Zhejiang, China, e datam do Cretáceo Superior (Aptiano–Cenomaniano).